# Велика Јамничка
Велика Јамничка (хрв. Velika Jamnička) је насељено место у општини Писаровина, Загребачка жупанија, Хрватска.

## Историја
До територијалне реорганизације у Хрватској била је у саставу старе општине Јастребарско.

## Становништво
У попису становништва из 2011. године, Велика Јамничка је имала 195 становника.
| Број становника према пописима | Број становника према пописима | Број становника према пописима | Број становника према пописима | Број становника према пописима | Број становника према пописима | Број становника према пописима | Број становника према пописима | Број становника према пописима | Број становника према пописима | Број становника према пописима | Број становника према пописима | Број становника према пописима | Број становника према пописима | Број становника према пописима | Број становника према пописима |
| ------------------------------ | ------------------------------ | ------------------------------ | ------------------------------ | ------------------------------ | ------------------------------ | ------------------------------ | ------------------------------ | ------------------------------ | ------------------------------ | ------------------------------ | ------------------------------ | ------------------------------ | ------------------------------ | ------------------------------ | ------------------------------ |
| 1857                           | 1869                           | 1880                           | 1890                           | 1900                           | 1910                           | 1921                           | 1931                           | 1948                           | 1953                           | 1961                           | 1971                           | 1981                           | 1991                           | 2001                           | 2011                           |
| 181                            | 224                            | 194                            | 243                            | 254                            | 256                            | 201                            | 214                            | 206                            | 205                            | 202                            | 181                            | 167                            | 155                            | 150                            | 195                            |

Напомена: До 1900. исказивано под именом Велика.